# Диференціальна геометрія поверхонь

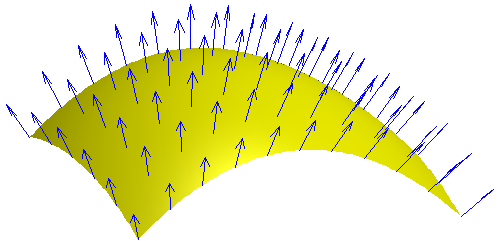
Мапа поверхні з нормалями.

Диференціальна геометрія поверхонь — розділ математики, що вивчає поверхні методами диференціальної геометрії. При цьому досліджувані поверхні зазвичай підпорядковані умовам, пов'язаним з можливістю застосування методів диференціального числення. Як правило, це — умови гладкості поверхні, тобто існування в кожній точці поверхні певної дотичної площини, кривини і т. д. Ці вимоги зводяться до того, що функції, що задають поверхню, передбачаються одноразово, двічі, тричі, а в деяких питаннях — необмежене число разів диференційовними або навіть аналітичними функціями. При цьому додатково накладається умова регулярності.